# Porcieu-Amblagnieu
Porcieu-Amblagnieu település Franciaországban, Isère megyében. Lakosainak száma 1792 fő (2022. január 1.). Porcieu-Amblagnieu Villebois, Vertrieu, Charette, Montalieu-Vercieu, Parmilieu és Sault-Brénaz községekkel határos.

## Népesség
A település népességének változása:
| Lakosok száma | 1105 | 1099 | 1086 | 1445 | 1710 | 1759 | 1766 | 1786 | 1790 | 1792 |
|               | 1968 | 1982 | 1990 | 2006 | 2013 | 2015 | 2017 | 2019 | 2020 | 2022 |